# Dillwynella
Dillwynella is een geslacht van weekdieren uit de klasse van de Gastropoda (slakken).

## Soorten
- Dillwynella fallax Hasegawa, 1997
- Dillwynella haptricola B. A. Marshall, 1988
- Dillwynella ingens B. A. Marshall, 1988
- Dillwynella lignicola B. A. Marshall, 1988
- Dillwynella modesta (Dall, 1889)
- Dillwynella planorbis Hasegawa, 1997
- Dillwynella sheisinmaruae Hasegawa, 1997
- Dillwynella vitrea Hasegawa, 1997
- Dillwynella voightae Kunze, 2011